# 中国书法家协会
中国书法家协会（英文：CHINA CALLIGRAPHERS ASSOCIATION，缩写：CCA），简称“中国书协”，是一个由中华人民共和国的书法家组成的协会，是中国文学艺术界联合会的团体会员。现任終身名誉主席为沈鹏、张海、苏士澍，现任主席为南京大学中国书法研究院院长孙晓云。

## 历史
中国书法家协会成立于1981年5月，现在有41个团体会员以及14000余名个人会员，另外设置了17个委员会。

## 组织

### 书协组织机构
- 办公室
- 会员工作处（权益保护处）
- 展览处
- 对外联络处
- 理论研究处
- 人事处（党务办公室）
- 中国文联书法艺术中心
- 综合处
- 大型活动处（志愿服务处）
- 专委会工作处
- 网络信息处
- 中国书法出版传媒有限责任公司（书法出版社、中国书法报社、中国书法杂志社）
- 中国书法家协会书法培训中心
- 中国书法家协会书法考级中心
- 中国书法家协会书法展览中心

### 委员会
- 学术委员会
- 篆书委员会
- 隶书委员会
- 楷书委员会
- 行书委员会
- 草书委员会
- 篆刻委员会
- 刻字硬笔委员会
- 书法行业建设委员会
- 书法教育委员会
- 新闻出版传媒委员会
- 女书法家委员会
- 国际交流委员会

### 团体会员
- 各省、自治区、直辖市和新疆生产建设兵团书法家协会
- 中国人民解放军及中国人民武装警察部队书协（中国人民解放军及中国人民武装警察部队中的中国书协会员集体参加中国书协活动，视同团体会员。）[3]
- 全国性产（行）业书协

#### 各省书协
- 北京书协
- 天津书协
- 河北书协
- 山西书协
- 内蒙古书协
- 辽宁书协
- 吉林书协
- 黑龙江书协
- 上海书协
- 江苏书协
- 浙江书协
- 安徽书协
- 福建书协
- 江西书协
- 山东书协
- 河南书协
- 湖北书协
- 湖南书协
- 广东书协
- 广西书协
- 海南书协
- 重庆书协
- 四川书协
- 贵州书协
- 云南书协
- 西藏书协
- 陕西书协
- 甘肃书协
- 青海书协
- 宁夏书协
- 新疆书协
- 香港书协
- 澳门书协
- 新疆生产建设兵团书法家协会

#### 行业书协
- 公安书协
- 石油书协
- 电力书协
- 金融书协
- 铁路书协
- 职工书协
- 煤矿书协

## 历任领导
第一届 (1981年5月——1985年4月)
- 主席：舒同
- 副主席：赵朴初、沙孟海、启功、周而复、林林、陈叔亮、朱丹

第二届 (1985年4月——1991年12月)
- 主席：启功
- 副主席：周而复、方去疾、王学仲、陆石、沈鹏、黄绮

第三届 (1991年12月——2000年12月)
- 主席：邵宇
- 代主席：沈鹏（1992年8月起）
- 副主席：王学仲、李铎、刘炳森、刘艺、佟韦

第四届 (2000年12月——2005年12月)
- 主席：沈鹏
- 驻会副主席：张飙
- 副主席：申万胜、朱关田、旭宇、刘炳森、何应辉、张海、陈永正、林岫、周慧珺、钟明善、段成桂、聂成文、尉天池

第五届 (2005年12月——2010年12月)
- 主席：张海
- 驻会副主席：赵长青
- 副主席：申万胜、朱关田、旭宇、吴东民、吴善璋、何应辉、言恭达、张业法、陈永正、邵秉仁、林岫、段成桂、聂成文

第六届 (2010年12月——2015年12月)
- 主席：张海
- 驻会副主席：陈洪武
- 副主席：王家新、申万胜、苏士澍、吴东民、吴善璋、何应辉、何奇耶徒、言恭达、张业法、张改琴、陈振濂、赵长青、胡抗美、聂成文

第七届 (2015年12月——2021年1月)
- 主席：苏士澍
- 副主席：陈振濂、王丹、毛国典、包俊宜、刘金凯、刘洪彪、孙晓云、吴东民、何奇耶徒、宋华平、张建会、陈洪武、顾亚龙、翟万益

第八届 (2021年1月——現在)
- 主席：孙晓云
- 副主席：王丹、毛国典、叶培贵、代跃、刘月卯、李昕、张继、张建会、张胜伟、顾亚龙、鄢福初、潘善助

## 所设奖项
- 中国书法兰亭奖

## 批評
2015年3月4日舉辦的中國兩會小組討論上，作為全國政協委員的郁鈞劍批判中國書法家協會存在嚴重的腐敗現象，他說：
|  | 为什么书法界有大量的腐败？说实话，我自己都看不起书法界。一些人写的字很破，就成了中国书法家协会会员，成了什么文化协会副会长、副主席，丢死人了，这是对中国文字的亵渎。 |

同年6月28日，中央纪委监察部网站发文稱：
|  | 这些年来，书协、美协成为文艺腐败重灾区，官员伪装成艺术家，利用不法手段当上书协美协领导后，高价天价出售作品，把腐败伪装成字画交易，这是一种变相腐败。书协、美协腐败已经成为文艺毒瘤。 |

同樣是2015年，张弓实名举报中國書法家協會原副主席赵长青貪污，如“堂而皇之地卖字敛财”、“乘书法工作者加入书法家协会的机会，大肆收受‘买路’钱”等。他還說安徽的一名煤老板送了趙長青价值五百万的别墅和名车，以圖擔任书协理事。2019年10月28日，趙長青被中紀委帶走調查。
在趙長青被帶走後不久，安徽省书协原主席李士杰被帶走詢問趙長青貪腐情況，旋即也失聯。曹宝麟曾实名举报李士杰，稱其涉嫌书协贿选。據知情人士透露，在書協召開2010年换届选举前的2009年“李世杰在自己老家宿州承办理事会，同时开办了一个全国名家邀请展，其中就邀请了很多理事，通过买字等手段变相向他们行贿”。
此外，2019年3月落馬的原国家质量监督检验检疫总局副局長魏传忠也是中國書法家協會成員，曾出版《国学墨韵笔谈》、《魏传忠书法作品集》等作品，也曾舉辦個人書法展。